# یواس‌اس امپرس (اس‌پی-۵۶۹)
یواس‌اس امپرس (اس‌پی-۵۶۹) (به انگلیسی: USS Empress (SP-569)) یک کشتی بود که طول آن ۱۴۷ فوت ۵ اینچ (۴۴٫۹۳ متر) بود. این کشتی در سال ۱۹۱۲ ساخته شد.